# 青湖镇 (东海县)
青湖镇，是中华人民共和国江苏省连云港市东海县下辖的一个乡镇级行政单位。

## 行政区划
青湖镇下辖以下地区：
王朱洲村、阚朱洲村、东朱洲村、青北村、青南村、青新村、西五河村、东五河村、河口村、西丰墩村、东丰墩村、花荡村、小屯村、尚庄村、东丁旺村、西丁旺村、东岭村、齐庄村、小店村和泉沟村。